# Армада (гурт)
«Армада» — український рок-гурт з міста Слов'я́нськ, Донецької області, названий на честь Іспанської армади.

## Історія
Гурт був заснований гітаристом Андрієм Малигіним у далекому 1987 р. у місті Слов'янську. «Армада» за минулі роки встигла змінити і місце прописки, і – незліченну кількість разів – стилістику та спрямованість.
Найновіша історія колективу розпочинається у 1995 р., коли «Армада», яка до цього часу вже влаштувалася у столиці України, стала переможцем в одній із рок-номінацій на престижному київському фестивалі «Червона Рута». До перших студійних опусів «Армада» вже встигла завоювати славу активної live-групи. У 1997 р. колектив був запрошений на фестиваль «Рок-Екзистенція», а на однойменній збірці вийшла перша записана «Армадою» пісня – «Адреналін», яка згодом стала однією з візитівок команди.
Наприкінці 1998 р. склад групи востаннє змінився – штат «Армади» поповнився зіграною ритм-секцією з іншого місцевого бенду «Feedback». Відразу після цього розпочалася, нарешті, робота над дебютним альбомом. П'ять композицій для нього було записано у студії, а ще п'ять – під час одного з численних концертів. Так, у диска з'явилася назва – «5+5».
Гурт У 2001 році підписує контракт з «Воля Мьюзік Групп». Навесні того ж року Армада приїжджала до Москви, де мала низку концертів, а також виступ в ефірі Московського телевізійного каналу. Влітку їх запросили на фестиваль «Нашествие» — потужний московський рок-фестиваль. Пізніше, у вересні, Армада очолила фестиваль «Рок-Точка».
У 2002 році вийшов другий альбом «Нежность», який також містить 2 відеокліпи до пісень «Атлантида» і «Я ненавижу весну». У грудні 2004 року Армада випустила новий альбом «SALT». Композиція «Let's Do It» увійшла у збірку HitPack Fresh Vol.4 CD.

## Музика
Творчість гурту нагадує музику таких гуртів, як: Faith No More, Korn, Limp Bizkit. Також гурт записав пісню «Синій атом» про Чорнобильську АЕС (вірші на мелодію Pink Floyd), авторські права на яку безкоштовно надав Роджер Уотерс.

## Учасники
- Кадим (Дмитро) Тарасов — вокал
- Алекс Таряник — бас
- Андрій Малигін — гітара
- Віталя Таран - соло-гітара
- Ігор Лященко — барабани

## Дискографія
- Пять плюс пять (1999)
- Нежность (2002)
- Salt (2005)

## Відео
| Рік  | Назва          |
| ---- | -------------- |
| 2002 | Атлантида      |
| 2002 | Ненавижу весну |
| 2006 | Синий атом     |